# San Marino op de Olympische Zomerspelen 2020
San Marino nam deel aan de Olympische Zomerspelen 2020 in Tokio, Japan. San Marino won voor de eerste maal olympische medailles.

## Medailleoverzicht
| Medaille | Naam                                | Sport       | Onderdeel         | Datum      |
| -------- | ----------------------------------- | ----------- | ----------------- | ---------- |
| Zilver   | Gian Marco Berti Alessandra Perilli | Schietsport | Trap team         | 31 juli    |
|          |                                     |             |                   |            |
| Brons    | Alessandra Perilli                  | Schietsport | trap              | 29 juli    |
| Brons    | Myles Amine                         | Worstelen   | -86kg vrije stijl | 5 augustus |

## Atleten
Hieronder volgt een overzicht van de atleten die zich reeds hebben verzekerd van deelname aan de Olympische Zomerspelen 2020.
| sport       | Mannen | Vrouwen | totaal |
| ----------- | ------ | ------- | ------ |
| Judo        | 0      | 1       | 1      |
| Schietsport | 1      | 1       | 2      |
| Worstelen   | 1      | 0       | 1      |
| Zwemmen     | 0      | 1       | 1      |
| totaal      | 2      | 3       | 5      |

## Sporten

### Judo
Mannen
| atleet          | onderdeel | eerste ronde             | tweede ronde         | kwartfinale          | halve finale         | herkansing           | finale / BM          | finale / BM    |
| atleet          | onderdeel | tegenstander uitslag     | tegenstander uitslag | tegenstander uitslag | tegenstander uitslag | tegenstander uitslag | tegenstander uitslag | rang           |
| --------------- | --------- | ------------------------ | -------------------- | -------------------- | -------------------- | -------------------- | -------------------- | -------------- |
| Paolo Persoglia | −90 kg    | Noël van 't End V 10 - 0 | niet geplaatst       | niet geplaatst       | niet geplaatst       | niet geplaatst       | niet geplaatst       | niet geplaatst |

### Schietsport
Mannen
| atlete           | onderdeel | kwalificaties | kwalificaties | finale         | finale         |
| atlete           | onderdeel | punten        | rang          | punten         | rang           |
| ---------------- | --------- | ------------- | ------------- | -------------- | -------------- |
| Gian Marco Berti | trap      | 121           | 18            | niet geplaatst | niet geplaatst |

Vrouwen
| atlete             | onderdeel | kwalificaties | kwalificaties | finale | finale |
| atlete             | onderdeel | punten        | rang          | punten | rang   |
| ------------------ | --------- | ------------- | ------------- | ------ | ------ |
| Alessandra Perilli | trap      | 122           | 2             | 29     | Brons  |

Gemengd
| atlete                              | onderdeel | kwalificaties | kwalificaties | finale                     | finale |
| atlete                              | onderdeel | punten        | rang          | punten                     | rang   |
| ----------------------------------- | --------- | ------------- | ------------- | -------------------------- | ------ |
| Alessandra Perilli Gian Marco Berti | trap team | 148           | 2             | Fernández Gálvez V 41 - 40 | Zilver |

### Worstelen
Mannen
Vrije stijl
| atleet      | onderdeel | eerste ronde         | kwartfinale          | halve finale         | herkansing           | finale / BM          | finale / BM |
| atleet      | onderdeel | tegenstander uitslag | tegenstander uitslag | tegenstander uitslag | tegenstander uitslag | tegenstander uitslag | rang        |
| ----------- | --------- | -------------------- | -------------------- | -------------------- | -------------------- | -------------------- | ----------- |
| Myles Amine | −86 kg    | Izquierdo W 4 - 1    | David Taylor V 1 - 4 | niet geplaatst       | Shabanau W 3 - 0     | Punia W 3 - 1        | Brons       |

### Zwemmen
Vrouwen
| atlete          | onderdeel         | series   | series | halve finale   | halve finale   | finale         | finale         |
| atlete          | onderdeel         | tijd     | rang   | tijd           | rang           | tijd           | rang           |
| --------------- | ----------------- | -------- | ------ | -------------- | -------------- | -------------- | -------------- |
| Arianna Valloni | 1500 m vrije slag | 16:54.64 | 2      | niet geplaatst | niet geplaatst | niet geplaatst | niet geplaatst |
| Arianna Valloni | 800 m vrije slag  | 8:84.78  | 6      | niet geplaatst | niet geplaatst | niet geplaatst | niet geplaatst |